# Gasparo Sartorio
Gasparo Sartorio (psán také Sertorio) (18. října 1625 Benátky – 17. října 1680) byl italský barokní hudební skladatel a varhaník.

## Život
Gasparo Sartorio byl bratrem skladatele Antonia Sartoria a architekta Girolama Sartoria. Komponoval orchestrální, komorní i vokální hudbu. Nedosáhl však té proslulosti jako jeho bratr.

## Opery
- Orithia (libreto vévoda Maiolino Bisaccioni, 1650, Benátky Teatro Santi Apostoli)
- Armidoro (1651, Benátky, Teatro San Cassiano)
- L'Erginda (libreto Aurelio Aureli, 1652, Benátky, Teatro Santi Apostoli)
- Iphide greca (libreto Nicolò Minato, 1671, Benátky, spolupráce Gian Domenico Partenio a Domenico Freschi)